# Молода Європа
«Молода Європа» — міжнародна революційно-демократична організація, створена 15 квітня 1834 за ініціативою Джузеппе Мадзіні в Берні (Швейцарія). Її засновниками, підписавши «Акт братерства», стали національні товариства Молода Італія, Молода Польща, Молода Німеччина, до яких невдовзі приєдналася Молода Швейцарія. 
Обстоюючи принципи республіканського ладу, «Молода Європа» висунула гасло «священного союзу народів» проти «священного союзу монархів» (див. Віденський конгрес 1814—1815). У своїй боротьбі спиралася на осередки послідовників у Франції, Іспанії, Греції та інших країнах Західної Європи. Підтримувала плани «пробудження» слов'янства, досягнувши своєю діяльністю на Сході Європи українських теренів. 
У Галичині й Наддніпрянській Україні головним знаряддям її впливу стала очолена соратником Дж. Мадзіні — Шимоном Конарським — таємна організація «Співдружність польського народу», до складу якої входили й українці. На Півдні України Центральний комітет «Молодої Європи» мав «організатора» з осідком в Одесі. 1836 змушена була самоліквідуватися під тиском швейцарських властей.